# Joe Pyfer
Joseph Oliver Pyfer (Vineland, New Jersey; 17 de septiembre de 1996) es un artista marcial mixto estadounidense que compite en la división de peso medio de Ultimate Fighting Championship (UFC).

## Primeros años
Criado en Pittsgrove Township, Nueva Jersey, Pyfer asistió a la escuela secundaria Arthur P. Schalick y comenzó a competir en el equipo de lucha de la escuela en décimo grado, donde pudo aplicar las habilidades de jiu jitsu y judo que aprendió cuando era niño.

## Carrera de artes marciales mixtas

### Carrera temprana
Pyfer hizo su debut profesional en MMA en su ciudad natal de Filadelfia en mayo de 2018. Ganó su debut y compitió siete veces más y obtuvo marca de 7-1, ganando el Campeonato de peso mediano de la AOWCF y la República de China en el camino. Ocho peleas en su carrera de MMA, Pyfer tendría su primera pelea en el Dana White's Contender Series.

### Dana White's Contender Series
Pyfer se enfrentó a Dustin Stoltzfus en Dana White's Contender Series 28 el 11 de agosto de 2020. Perdió la pelea por nocaut técnico debido a una lesión derivada de un slam.
Pyfer se enfrentó a Ozzy Diaz en Dana White's Contender Series 47 el 26 de julio de 2022. Ganó la pelea por nocaut técnico y obtuvo un contrato con UFC.

### Ultimate Fighting Championship
Al hacer su debut en UFC, Pyfer se enfrentó a Alen Amedovski el 17 de septiembre de 2022 en UFC Fight Night 210. Ganó la pelea por nocaut técnico en el primer asalto. Esta pelea le valió su primer premio a la Actuación de la Noche.
Pyfer enfrentó a Gerald Meerschaert el 8 de abril de 2023 en UFC 287. Ganó la pelea por nocaut técnico en el primer asalto.
Pyfer se enfrentó a Abdul Razak Alhassan el 7 de octubre de 2023 en UFC Fight Night 229. Ganó la pelea por sumisión técnica en el segundo asalto después de dejar a Alhassan inconsciente con un estrangulamiento de triángulo de brazo. Esta pelea le valió su segundo premio a la Actuación de la Noche.
Pyfer enfrentó a Jack Hermansson el 10 de febrero de 2024, en UFC Fight Night 236. Perdió la pelea por decisión unánime.
Pyfer enfrentó a Marc-André Barriault el 29 de junio de 2024 en UFC 303. Ganó la pelea por KO en el primer asalto. Está pelea lo hizo merecedor de su tercer premio a la Actuación de la Noche.
Pyfer estaba programado para enfrentar a Kelvin Gastelum el 29 de marzo de 2025 en UFC en ESPN 64. Sin embargo, a pesar de que ambos pasaron por la báscula antes de la pelea, esta fue cancelado el día del evento debido a una enfermedad sufrida por Pyfer.

## Campeonatos y logros
- Ultimate Fighting Championship
  - Actuación de la Noche (tres veces) vs. Alen Amedovski, Abdul Razak Alhassan y Marc-André Barriault[6][12][17]
- Art of War Cage Fighting
  - Campeonato de peso medio AOWCF (una vez)
- Ring of Combat
  - Campeonato de peso mediano de Ring of Combat (una vez)

## Récord de artes marciales mixtas
| Resultado | Récord | Oponente             | Método                                | Evento                                | Fecha                    | Ronda | Tiempo | Localización               | Notas                                                |
| --------- | ------ | -------------------- | ------------------------------------- | ------------------------------------- | ------------------------ | ----- | ------ | -------------------------- | ---------------------------------------------------- |
| Victoria  | 14–3   | Kelvin Gastelum      | Decisión (Únanime)                    | UFC 316                               | 7 de junio de 2025       | 3     | 5:00   | Newark, Nueva Jersey       |                                                      |
| Victoria  | 13–3   | Marc-André Barriault | KO (golpes)                           | UFC 303                               | 29 de junio de 2024      | 1     | 1:25   | Las Vegas, Nevada          | Actuación de la Noche.                               |
| Derrota   | 12–3   | Jack Hermansson      | Decisión (unánime)                    | UFC Fight Night: Hermansson vs. Pyfer | 10 de febrero de 2024    | 5     | 5:00   | Las Vegas, Nevada          |                                                      |
| Victoria  | 12–2   | Abdul Razak Alhassan | Sumisión técnica (arm-triangle choke) | UFC Fight Night: Dawson vs. Green     | 7 de octubre de 2023     | 2     | 2:05   | Las Vegas, Nevada          | Actuación de la noche.                               |
| Victoria  | 11–2   | Gerald Meerschaert   | TKO (golpes)                          | UFC 287                               | 8 de abril de 2023       | 1     | 3:15   | Miami, Florida             |                                                      |
| Victoria  | 10–2   | Alen Amedovski       | TKO (golpes)                          | UFC Fight Night: Sandhagen vs. Song   | 17 de septiembre de 2022 | 1     | 3:55   | Las Vegas, Nevada          | Actuación de la noche.                               |
| Victoria  | 9–2    | Osman Diaz           | TKO (golpes)                          | Dana White's Contender Series 47      | 26 de julio de 2022      | 2     | 1:39   | Las Vegas, Nevada          |                                                      |
| Victoria  | 8–2    | Austin Trotman       | KO (puñetazo)                         | CFFC 104                              | 17 de diciembre de 2021  | 2     | 2:55   | Atlantic City, New Jersey  |                                                      |
| Derrota   | 7–2    | Dustin Stoltzfus     | TKO (lesión en el codo)               | Dana White's Contender Series 28      | 11 de agosto de 2020     | 1     | 4:21   | Las Vegas, Nevada          |                                                      |
| Victoria  | 7–1    | Chase Gamble         | TKO (golpes)                          | Ring of Combat 71                     | 21 de febrero de 2020    | 2     | 1:04   | Atlantic City, New Jersey  |                                                      |
| Derrota   | 6–1    | Jhonoven Pati        | Sumisión (guillotine choke)           | Ring of Combat 70                     | 23 de noviembre de 2019  | 2     | 1:00   | Atlantic City, New Jersey  | Perdió el campeonato de peso mediano de ROC.         |
| Victoria  | 6–0    | Matt Foster          | TKO (golpes)                          | Ring of Combat 69                     | 13 de septiembre de 2019 | 1     | 1:07   | Atlantic City, New Jersey  | Ganó el campeonato vacante de peso mediano de ROC.   |
| Victoria  | 5–0    | Elijah Gbollie       | KO (codo y puñetazo)                  | Ring of Combat 68                     | 31 de mayo de 2019       | 2     | 1:36   | Atlantic City, New Jersey  |                                                      |
| Victoria  | 4–0    | Eric Roncoroni       | Sumision (rear-naked choke)           | Art of War Cage Fighting 11           | 16 de febrero de 2019    | 1     | 4:53   | Philadelphia, Pennsylvania | Ganó el campeonato vacante de peso mediano de AOWFC. |
| Victoria  | 3–0    | Lorenzo Hunt         | Sumisión técnica (rear-naked choke)   | Art of War Cage Fighting 8            | 5 de octubre de 2018     | 1     | 3:47   | Philadelphia, Pennsylvania |                                                      |
| Victoria  | 2–0    | Derek Wilson         | Decision (unánime)                    | CES MMA 7                             | 17 de agosto de 2018     | 3     | 5:00   | Philadelphia, Pennsylvania | Pelea de peso captado en (190 lb).                   |
| Victoria  | 1–0    | Steven Covington     | TKO (golpes)                          | Art of War Cage Fighting 7            | 18 de mayo de 2018       | 1     | 2:40   | Philadelphia, Pennsylvania | Debut en peso medio.                                 |